# Catafalco

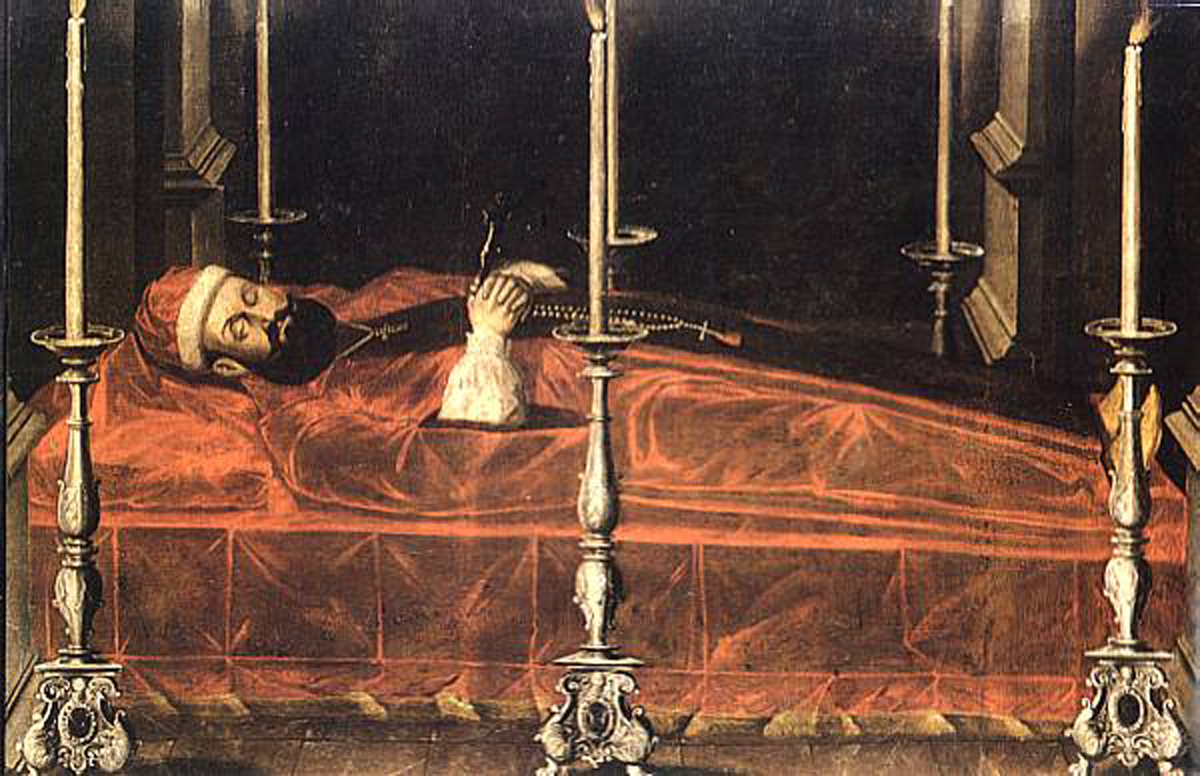
Catafalco de Krzysztof Opaliński, do século XVII.

O catafalco é uma plataforma ou caixa alta, muitas vezes móvel, usada como suporte do caixão ou esquife, ou do corpo do defunto durante um funeral cristão ou serviço religioso em memória do defunto. Após a missa de réquiem do rito católico romano, pode ser usado um catafalco para ficar no lugar do corpo na absolvição dos mortos, ou usado durante as missas dos mortos ou no Dia dos Fiéis Defuntos.
De acordo com Peter Stanford, o termo tem origem no italiano catafalco, significando andaime. O Oxford English Dictionary, no entanto, diz que a palavra é "de derivação desconhecida; e até mesmo a forma original é incerta; o francês aponta para -fald- ou -falt-, o italiano -falc-, o espanhol para -fals." O catafalco italiano mais notável foi desenhado em 1564 para Miguel Ângelo, pelos seus companheiros artistas. O envolvimento de um catafalco, de decoração elaborada e profusa, com cobertura, comum nos grandes funerais solenes do Barroco, pode ser designado como castrum doloris.

## Catafalcos papais
Os catafalcos dos papas são geralmente acompanhados por grandes procissões. Em 1590, o pessoal doméstico dos cardeais carregou o catafalco do Papa Sisto V. O cortejo, decorado com panos dourados, foi seguido por "confrarias, ordens religiosas, alunos de colégios e faculdades, órfãos e mendicantes". Em 1963, um milhão de pessoas desfilou perante o catafalco do Papa João XXIII, que havia sido levado em procissão para a Basílica de São Pedro, em Roma.

## Catafalcos notáveis

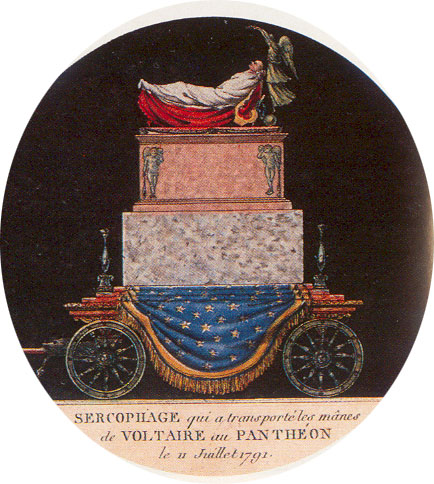
Catafalco de Voltaire

Além dos líderes religiosos, tais como os papas, várias pessoas famosas têm sido expostas cerimonialmente ou levadas em procissão para o seu lugar de sepultura em catafalcos.

### Voltaire
Treze anos após a sua morte, os restos de Voltaire foram transferidos num catafalco para o Panteão, em Paris, um edifício dedicado às grandes figuras da nação francesa. O catafalco tinha a inscrição: "Poeta, filósofo, historiador, deu um grande passo à frente no espírito humano. Preparou-nos para nos tornarmos livres."

### Abraham Lincoln

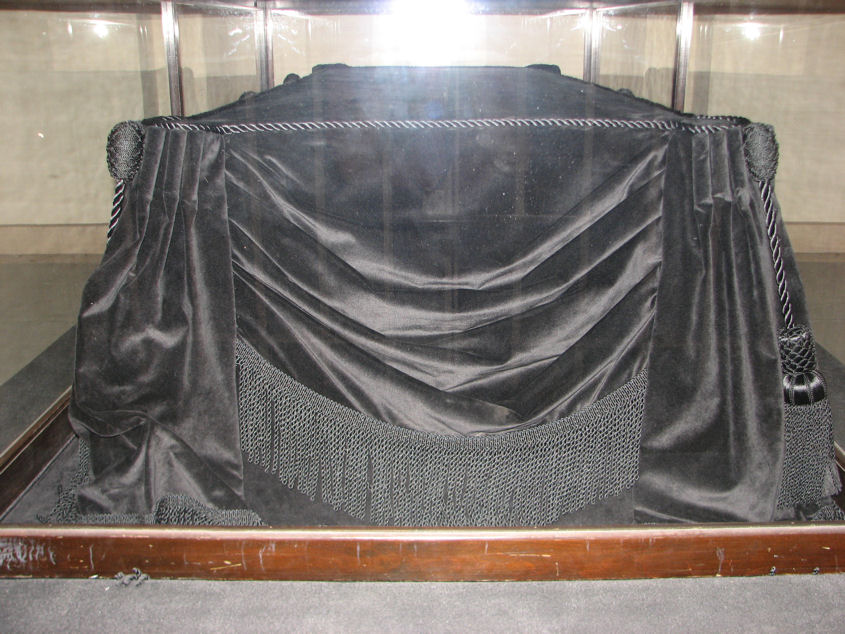
O catafalco de Lincoln no Capitólio dos Estados Unidos

O catafalco de Lincoln, inicialmente usado em 1865, no funeral do presidente dos Estados Unidos Abraham Lincoln, tem sido usado por todos os que têm sido expostos cerimonialmente na Rotunda do Capitólio, desde a morte de Lincoln. Quando não está em uso, o catafalque está exposto no Salão de Exposições do Centro de Visitantes do Capitólio dos Estados Unidos. Em 2016, este catafalco foi usado para Antonin Scalia, um Oficial de Justiça da Suprema Corte dos Estados Unidos. Alguns comentadores notaram que a estrutura original do catafalco de vigas e tábuas de pinho tem vindo a ser reforçada, embora deixada no seu estado 'original'.